# Lhabab Duchen
Lhabab Düchen es una de las cuatro festividades budistas que conmemoran cuatro acontecimientos en la vida del Buddha.
Según el calendario tibetano, Lhabab Düchen ocurre en el 22.º día del noveno mes lunar y es ampliamente celebrado en el Tíbet y Bután. Esta festividad es también celebrada unas semanas antes en otros países asiáticos budistas como Sri Lanka, Myanmar, Tailandia y Laos.
Lhabab Duchen es un festividad budista que se celebra para observar el descenso del Buda desde el cielo Trāyastriṃśa hasta la tierra.
Según cuenta la leyenda, el Buda ascendió temporalmente al cielo de Trāyastriṃśa a la edad de 41 años, con el fin de impartir enseñanzas en beneficio de los dioses y para recompensar la bondad de su madre liberándola del Samsara.
Fue exhortado por su discípulo Maudgalyayana a regresar, y luego de un largo debate y bajo la luna llena aceptó. Regresó a la tierra una semana después por una escalera especial triple preparada por Viswakarma, el dios de los artesanos y los arquitectos. Este evento se considera como una de las ocho grandes hazañas del Buda.
En Lhabab Duchen, los efectos de acciones positivas o negativas se multiplican diez millones de veces. Es parte de la tradición budista tibetana en este día participar en actividades virtuosas y orar.